# Якшино (Зарайский район)
Якшино — деревня в Зарайском районе Московской области, в составе муниципального образования сельское поселение Струпненское (до 29 ноября 2006 года входила в состав Струпненского сельского округа), деревня связана автобусным сообщением с райцентром и соседними населёнными пунктами.

## Население
| 2002 | 2006 | 2010 |
| ---- | ---- | ---- |
| 15   | →15  | ↘4   |

## География
Якшино расположено в 3 км на запад от Зарайска, на правом берегу реки Незнанка, высота центра деревни над уровнем моря — 130 м.

## История
Якшино впервые упоминается в 1790 году, когда в деревне числилось 10 дворов и 119 жителей, в 1858 году — 26 дворов и 97 жителей, в 1906 году — 27 дворов и 170 жителей.
В 1930 году был образован колхоз им. 2-й Пятилетки, с 1950 года — в составе колхоза «Борьба», с 1961 года — в составе совхоза «Чулки-Соколово».